# Carmageddon (computerspelserie)
Carmageddon is de naam van een serie racespellen, ontwikkeld door Stainless Software.

## Concept
In Carmageddon is het geen noodzaak om als eerste de finish te halen om te winnen. Het is bijvoorbeeld mogelijk alle tegenstanders kapot te beuken en aldus uit te schakelen.
Kenmerkend voor Carmageddon is de mogelijkheid om voetgangers en dieren (voornamelijk koeien en schapen) dood te rijden. Hierdoor krijgt de speler extra tijd en geld. Extra punten konden worden verdiend door bijvoorbeeld achteruitrijdend een voetganger met looprek tegen een muur te pletter te rijden (Extra Style Bonus). Direct bij de start de starter met de vlag platrijden leverde 2000 punten extra op. Alle voetgangers dood rijden is eveneens een van de manieren om een race te winnen. Hierdoor veroorzaakte het spel erg veel ophef toen het uitkwam voor PC in 1997. Verschillende politieke partijen eisten een verbod op het spel maar dit is nooit tot stand gekomen. In Duitsland, Groot-Brittannië, Brazilië en Australië werd het spel verboden of aangepast, zoals met zombiefiguren in plaats van voetgangers.
Stainless bracht een gratis patch uit om er weer het normale spel van te maken. Door de open opzet van het spel is het tevens mogelijk eigen karakters toe te voegen, zoals bekende figuren of personen.

## Herstart
In 2011 kondigde de ontwikkelaar aan een nieuwe Carmageddon-game te maken: Reincarnation. Via Kickstarter werd aan fans gevraagd om een donatie te doen. Carmageddon: Reincarnation kwam begin 2013 uit als download.

## Titels
De volgende delen van Carmageddon zijn reeds verschenen:
- Carmageddon (pc, 1997)
- Carmageddon: Splat Pack (pc, uitbreiding, 1997)
- Carmageddon 2: Carpocalypse Now (pc, 1998)
- Carmageddon 64 (Nintendo 64, 2000)
- Carmageddon: (PlayStation, 2000)
- Carmageddon 3: The Death Race 2000 (pc, 2000)
- Carmageddon (Game Boy Color, 2000)
- Carmageddon The Death Race 2000 (Game Boy Color, 2000)
- Carmageddon The Death Race 2000: Nose Bleed Pack (pc, 2001)
- Carmageddon 2D (mobiel, Java, 2005)
- Carmageddon 3D (mobiel, Symbian, 2005)
- Carmageddon iOS (iOS, 2012)
- Carmageddon: Reincarnation (pc download, 2013)
- Carmageddon: Max Damage (PlayStation 4, Xbox One, update, 2016)